# Poso
Pour le lac du même nom, voir Lac Poso.
Poso est une ville d'Indonésie située sur la côte nord-est de la province indonésienne de Sulawesi central. La ville se trouve au centre de la province, sur le golfe de Tomini. C'est le port principal et le nœud de communication de la province.
Sa population est d'environ 200 000 habitants.
Poso est le chef-lieu du kabupaten du même nom, un des dix constituant la province.

## Tourisme et culture
Poso est relié par avion à Palu. 
La région est couverte de forêt tropicale.
Parmi les danses traditionnelles, Modero est exécutée pour fêter la moisson du riz.

## Les violences
À partir de 1999, une organisation musulmane diffuse des vidéos montrant des atrocités commises par des chrétiens contre des musulmans aux Moluques et dans la région de Poso. Une autre organisation, la Jemaah Islamiyah (JI), recrute des volontaires pour mener le djihad et venir au secours de leurs coreligionnaires dans ces régions. Selon les services de sécurité, la JI aurait ainsi compté jusqu'à 2 000 membres, mais les experts étrangers, plus prudents, parlent de centaines de militants.
À Poso, les affrontements ont duré de 1999 à 2001, faisant près de 2 000 morts des deux côtés. Ils ont pris fin à la suite d'accords signés en décembre 2001 et février 2002 entre les représentants des différentes communautés religieuses, sous les auspices du gouvernement indonésien. Toutefois, la tension persistera en raison du maintien des milices islamistes. Des massacres auront encore lieu en 2004 et 2005.
Chaque partie continue de réclamer justice pour les violences qu'elle a subies. En mai 2000, des chrétiens avaient poursuivi des musulmans et en avaient massacré une centaine. Cet acte a été invoqué comme justification de bombes posées en 2005 et faisant des dizaines de morts et de blessés. Selon l'International Crisis Group, ces violences ne sont toutefois pas attribuables aux seules milices islamistes. Elles impliqueraient également des membres des autorités locales et des chefs de gangs.

## Sources
- Feillard, Andrée et Madinier, Rémy, La Fin de l'innocence ? L'islam indonésien face à la tentation radicale de 1967 à nos jours, Les Indes Savantes, 2006